# Memorial Argo Manfredini 2005
Il Memorial Argo Manfredini 2005 è stato un torneo di tennis facente parte della categoria ATP Challenger Series nell'ambito dell'ATP Challenger Series 2005. Il torneo si è giocato a Sassuolo in Italia dal 30 maggio al 5 giugno 2005 su campi in terra rossa.

## Vincitori

### Singolare
Oliver Marach ha battuto in finale  Paul Capdeville con il punteggio di 6–3, 4–6, 6–4

### Doppio
Juan Pablo Brzezicki /  Cristian Villagrán hanno battuto in finale  Paul Capdeville /  Simone Vagnozzi con il punteggio di 7–6(5), 6–2